# Nicolien van Vroonhoven
Jennifer Nicolien van Vroonhoven (ur. 9 kwietnia 1971 w Bussum) – holenderska polityk i działaczka samorządowa, posłanka do Tweede Kamer, od 2025 lider polityczny Nowej Umowy Społecznej (NSC).

## Życiorys
Studiowała historię sztuki i prawo na Uniwersytecie w Lejdzie, następnie ukończyła prawo podatkowe na Uniwersytecie Amsterdamskim. Pracowała przez kilkanaście miesięcy w firmie konsultingowej Arthur Andersen. Dołączyła do Apelu Chrześcijańsko-Demokratycznego (CDA), od 1997 była zatrudniona jako specjalistka do spraw finansów w partyjnej frakcji w niższej izbie Stanów Generalnych. Między 2002 a 2010 sprawowała mandat posłanki do Tweede Kamer. Od marca 2010 przez niespełna dwa lata była radną miejską w Hadze. Również od 2010 zajmowała się działalnością doradczą. W latach 2014–2017 wchodziła w skład władz wykonawczych miasta Hilversum, odpowiadając m.in. za mieszkalnictwo, środowisko i zrównoważony rozwój.
Przez kilka następnych lat mieszkała w Melbourne; powróciła do Holandii w 2022. W 2023 została współpracowniczką Pietera Omtzigta, dołączyła do założonej przez niego Nowej Umowy Społecznej. W wyborach w tym samym roku ponownie uzyskał mandat deputowanej do Tweede Kamer. Od września do listopada 2024 tymczasowo kierowała frakcją NSC. W kwietniu 2025, po ogłoszeniu przez Pietera Omtzigta rezygnacji z aktywności politycznej, została nową przewodniczącą klubu poselskiego partii i tym samym nowym liderem politycznym ugrupowania.